# Quer durch Deutschland 1911
| Endstand nach der 6. Etappe |                 |                                |
| Sieger                      | Hans Ludwig     | 54:48:11 h 32 P. (28,288 km/h) |
| Zweiter                     | Adolf Huschke   | 34 P.                          |
| Dritter                     | Hans Hartmann   | 39 P.                          |
| Vierter                     | Jakob Meck      | 43 P.                          |
| Fünfter                     | Erich Aberger   | 49 P.                          |
| Sechster                    | Gustav Schulze  | 51 P.                          |
| Siebter                     | Thomas Hartmann | 54 P.                          |
| Achter                      | Richard Weise   |                                |
| Neunter                     | Johann Hohe     |                                |
| Zehnter                     | August Braun    |                                |

Quer durch Deutschland, Etappe Nürnberg. V. l. n. r.: Jakob Meck, Johann Hohe, Gustav Schulze, Adolf Huschke, Peter Strasser und (Thomas oder Hans) Hartmann

Die Radsport-Etappenrundfahrt Quer durch Deutschland, eine Vorläuferin der heutigen Deutschland Tour, wurde vom 21. bis 27. Mai 1911 ausgetragen. Sie führte von Breslau über 1.493 Kilometer nach Aachen. Die Tour wurde laut Programm auch als Erste, große internationale Radfernfahrt „Quer durch Deutschland“ sowie in Aktenvermerken als „Zuverlässigkeits-Radfernfahrt“ bezeichnet.
Die 56 gestarteten Fahrer mussten diese Distanz in sechs Tagesabschnitten zurücklegen. Die Durchschnittsgeschwindigkeit des Siegers lag bei 28,288 km/h.

## Verlauf
Nachdem Hans Ludwig den ersten Tagesabschnitt im Sprint für sich entschieden hatte, schlug sein Konkurrent Adolf Huschke mit seinen Siegen auf der zweiten und dritten Etappe zurück. Auch auf dem vierten Tagesabschnitt konnte Huschke seinen Vorsprung weiter ausbauen. Auf dem fünften Teilstück, das durch ein polizeiliches Verbot einen abweichenden Streckenverlauf aufzeigte, rückte Ludwig wieder näher heran. Die sechste Etappe schloss Ludwig als Zweiter ab, während Huschke nur Zehnter wurde und deshalb seine Titelträume begraben musste.

## Etappen
| Etappen   | Tag     | Start – Ziel        | km  | Etappensieger   | Gesamterster  |
| --------- | ------- | ------------------- | --- | --------------- | ------------- |
| 1. Etappe | 21. Mai | Breslau – Dresden   | 256 | Hans Ludwig     | Hans Ludwig   |
| 2. Etappe | 22. Mai | Dresden – Erfurt    | 301 | Adolf Huschke   | Adolf Huschke |
| 3. Etappe | 23. Mai | Erfurt – Nürnberg   | 262 | Adolf Huschke   | Adolf Huschke |
| 4. Etappe | 24. Mai | Nürnberg – Mannheim | 276 | Erich Aberger   | Adolf Huschke |
| 5. Etappe | 25. Mai | Mannheim – Bingen   | 273 | Thomas Hartmann | Adolf Huschke |
| 6. Etappe | 27. Mai | Köln – Aachen       | 125 | Erich Aberger   | Hans Ludwig   |